# Камінська сільська рада (Рожнятівський район)
| Камінська сільська рада — орган місцевого самоврядування у Рожнятівському районі Івано-Франківської області з адміністративним центром у с. Камінь. Сільській раді підпорядковані населені пункти: - с. Камінь |

## Склад ради
Рада складається з 16 депутатів та голови.

### Керівний склад ради
| ПІБ                       | Основні відомості                                                           | Дата обрання | Дата звільнення |
| ------------------------- | --------------------------------------------------------------------------- | ------------ | --------------- |
| Стовбан Віктор Григорович | Сільський голова, 1970 року народження, освіта, член Народного Руху України | 26.03.2006   | 31.10.2010      |
| Варварук Наталія Іванівна | Сільський голова, 1981 року народження, освіта вища, позапартійна           | 31.10.2010   |                 |

Примітка: таблиця складена за даними джерела